# Grib natten
Grib natten er et det andet studiealbum af den danske sanger og sangskriver Joey Moe. Det udkom den 8. marts 
2010 på Copenhagen Records. Det er Joey Moes første dansksprogede album siden debutpladen, MoeTown (2006). Albummet affødte hitsinglen "Yo-Yo", der modtog platin for 30.000 solgte eksemplarer og lå på Dancecharten i rekordlange 48 uger.

## Spor
| #   | Titel                                        | Sangskriver(e)                     | Producer(e)           | Længde |
| --- | -------------------------------------------- | ---------------------------------- | --------------------- | ------ |
| 1.  | "Rumraket"                                   | Joey Moe, Puma                     | Puma                  | 3:32   |
| 2.  | "Yo-Yo"                                      | Moe, Nik & Jay, Puma               | Puma, Joey Moe        | 3:40   |
| 3.  | "Kalder, kalder"                             | Moe, Nik & Jay, Puma               | Puma                  | 3:51   |
| 4.  | "Det går ned i nat" (featuring Jinks)        | Moe, Nik & Jay, Jinks, Jon & Jules | Jon & Jules           | 3:28   |
| 5.  | "Du' en éner"                                | Moe, Jon & Jules                   | Jon & Jules           | 3:22   |
| 6.  | "Livet er et dansegulv" (featuring Burhan G) | Moe, Jinks, Puma                   | Puma, Joey Moe, Jinks | 3:25   |
| 7.  | "Isdronning"                                 | Moe, Nik & Jay, Jon & Jules        | Jon & Jules           | 3:56   |
| 8.  | "Jorden er giftig"                           | Moe, Jinks, Puma                   | Puma, Joey Moe        | 3:44   |
| 9.  | "Christianshavn st."                         | Moe, Puma                          | Puma                  | 4:04   |
| 10. | "Las Vegas"                                  | Moe, Nik & Jay, Jinks, Jon & Jules | Jon & Jules           | 3:21   |
| 11. | "Dynamit"                                    | Moe, Jon & Jules                   | Jon & Jules, Joey Moe | 3:42   |
| 12. | "I min iglo" (featuring Rocky Moe & Dice)    | Moe, Theis Keller, Rocky Moe       | Joey Moe, Xequter     | 3:08   |

| 13. | "Sig ja" (featuring Jokeren)    | Jesper Dahl, Ezi Cut                         | Ezi Cut                      | 3:15 |
| 14. | "Hulahop" (featuring Nik & Jay) | Moe, Nik & Jay, Billy Beautiful, Jon & Jules | Billy Beautiful, Jon & Jules | 4:16 |
| 15. | "Grib natten"                   | Moe, Nik & Jay, Puma                         | Puma                         | 3:47 |